# Poltys mouhoti
Poltys mouhoti là một loài nhện trong họ Araneidae.
Loài này thuộc chi Poltys. Poltys mouhoti được miêu tả năm 1862 bởi Günther.